# Härkinpuro ja serpentiiniraunioisalueet
Härkinpuro ja serpentiiniraunioisalueet este o arie protejată (arie specială de conservare — SAC, sit de importanță comunitară — SCI) din Finlanda întinsă pe o suprafață de 65 ha, integral pe uscat.

## Localizare
Centrul sitului Härkinpuro ja serpentiiniraunioisalueet este situat la coordonatele 63°07′30″N 29°31′36″E / 63.125°N 29.5267°E.

## Înființare
Situl Härkinpuro ja serpentiiniraunioisalueet a fost declarat sit de importanță comunitară în august 1998 pentru a proteja 1 specie de plante. Situl a fost protejat și ca arie specială de conservare în aprilie 2015.

## Biodiversitate
Situată în ecoregiunea boreală, aria protejată conține 9 habitate naturale: Lacuri și iazuri distrofice naturale, Cursuri de apă de la nivel de câmpie la nivel montan, cu vegetație Ranunculion fluitantis și Callitricho-Batrachion, Mlaștini turboase de tranziție și turbării mișcătoare, Izvoare fino-scandinave și mlaștini produse de izvoare bogate în minerale, Mlaștini alcaline, Pante stâncoase calcaroase cu vegetație casmofită, Pante stâncoase silicioase cu vegetație casmofită, Păduri fino-scandinave bogate în ierburi cu Picea abies, Mlaștini împădurite.
La baza desemnării sitului se află o specie protejată de  plante: Asplenium adulterinum.
Pe lângă speciile protejate, pe teritoriul sitului au mai fost identificate 11 specii de plante.